# Мурексові
Му́рексові (Muricidae) — родина морських черевоногих молюсків ряду Neogastropoda. Налічує близько 1 600 видів (10 % всіх видів ряду). Окрім того, відомо 1 200 викопних видів. У родині виділяють кілька підродин, проте, питання класифікації мурексових залишається нерозв'язаним. Більшість представників родини мають мушлі незвичайної форми — яскраво забарвлені, з шипами та пальчастими виростками і мають значний попит у колекціонерів.
Найраніші викопні рештки мурексових відомі у відкладеннях аптського ярусу крейдового періоду.

## Спосіб життя
Більшість видів мурексових — активні хижаки, які полюють на інших черевоногих, двостулкових, вусоногих. До м'якого тіла жертв вони проникають, роблячи отвір у мушлях, діючи на них спеціальними розчинними виділеннями і шкребучи їх радулою. З огляду на плотолюбність мурексових, у районах промислу цінних двостулкових деякі їхні види вважають шкідниками.
Мурексові відкладають яйця у захисних рогових оболонках, які розрізняються за розмірами і формою, залежно від виду. З них розвиваються повзаючі молоді равлики, рідше — личинки-велігери, які поповнюють собою зоопланктон.

## Мушля
Мушлі представників родини можуть мати різномінітні форми, переважно це спіраль, закручена у конус. Часто наявні потовщені гребенеподібні хребти — варикси (зазвичай по три або більше на кожному витку), а також шпильки, горбки, ґулі та лезоподібні виступи. Періостракум у молюсків цієї родини відсутній. Отвір мушлі може мати різну форму: у вигляді більш або менш витягнутого овала, з добре вираженою передньою частиною сифонного каналу, яка може сягати значної довжини. Внутрішні крайки отвору часто зубчасті. Колумела гладка аба слабкогребеняста. Оперкулум (кришочка) зароговілий, різної товщини, з ядром поблизу переднього кінця або приблизно на середині зовнішньої крайки.
Більшість мурексових відрізняються нерівномірним ростом, ростуть не безперервно, а «скачками». Певний час (поки розвивається варикс) розміри залишаються без змін, потім мушля раптом збільшується. З кожним «скачком» на кожному витку з'являється новий варикс.

## Інше
У давнину равлики родини мурексових використовувалися народами Середземномор'я (ймовірно, первісно фінікійцями) для одержання цінної пурпурової фарби, відомої як «тірський пурпур» (за назвою міста Тіра). Вона застосовувалася для фарбування дорогих тканин.

## Підродини

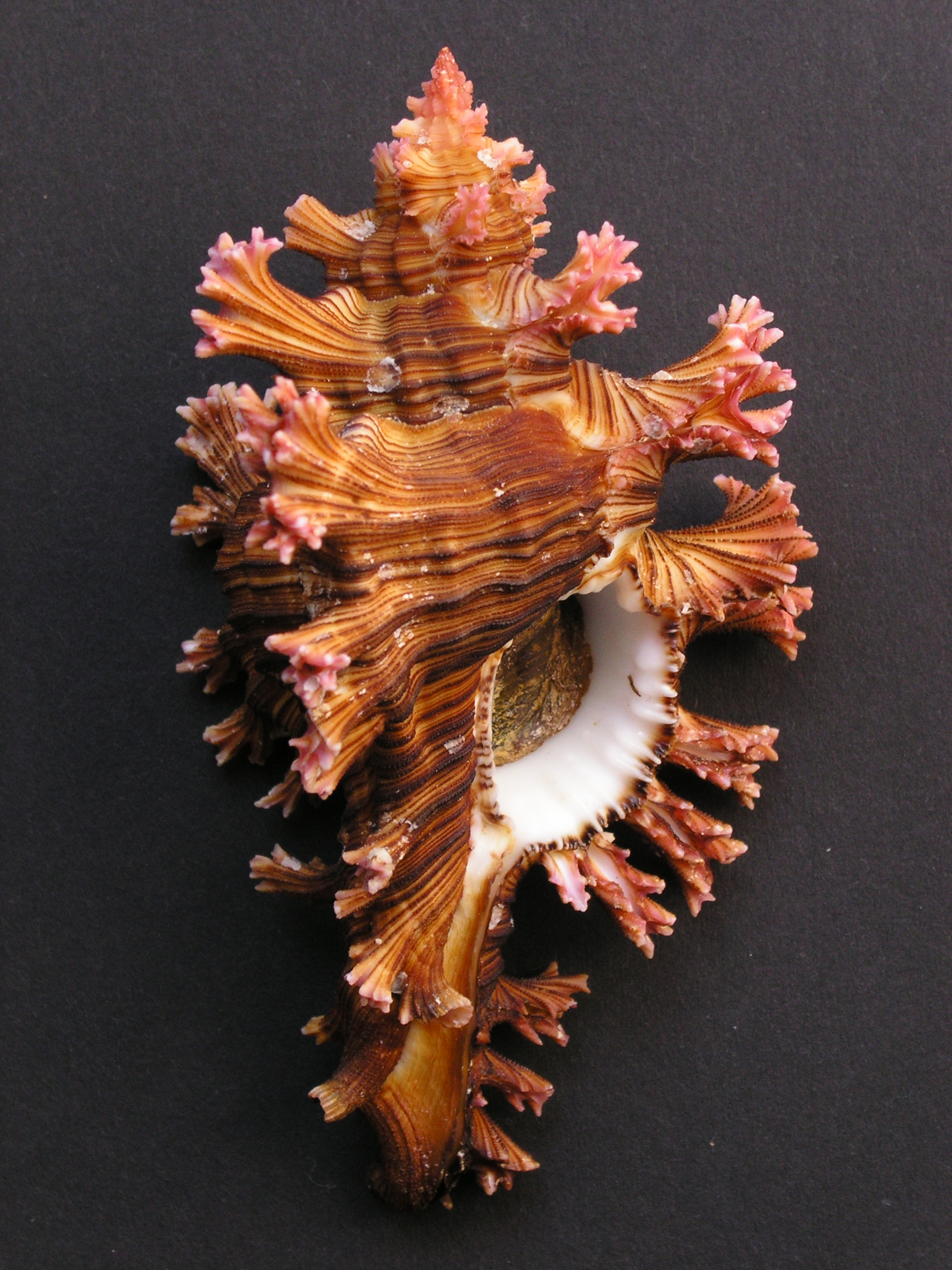
Мушля Chicoreus palmarosae

- Coralliophilinae Chenu, 1859. Синонім — Magilidae  Thiele, 1925
- Ergalataxinae Kuroda, Habe & Oyama, 1971
- Haustrinae Tan, 2003
- Muricinae Rafinesque, 1815. Інша назва — Aspellinae Keen, 1971
- Muricopsinae Radwin & d'Attilio, 1971
- Ocenebrinae Cossmann, 1903
- Pagodulinae Barco, Schiaparelli, Houart & Oliverio, 2012
- Rapaninae Gray, 1853 Інші назви — Thaididae Jousseaume, 1888, Drupinae Wenz, 1938
- Tripterotyphinae d'Attilio & Hertz, 1988
- Trophoninae Cossmann, 1903
- Typhinae Cossmann, 1903